# Vogt (Unternehmen)
Die Vogt AG mit Sitz im schweizerischen Oberdiessbach ist eine Tochtergesellschaft der schwedischen Industrieholding Storskogen und produziert und unterhält Produkte für Feuerwehren und Katastrophendienste. Sie erfüllt individuelle Kundenwünsche und stellt zudem Serienprodukte her: von Feuerwehrfahrzeugen über Lüfter bis zu Lösungen für diverse Löschtechniken.

## Geschichte
1916 gründeten die «Gebrüder Vogt» in Oberdiessbach die gleichnamige mechanische Werkstätte. Bereits in den 1930er-Jahren verschrieb sich das Unternehmen der Produktion von Feuerwehrmaterial. 1932 brachte Vogt die erste motorisierte Feuerwehrspritze sowie Stahlrohre für Feuerwehren auf den Markt. 1962 verliess das erste Feuerwehrfahrzeug die Werkstätten von Vogt. Danach entwickelte das Unternehmen sein Angebot von Motorspritzen stetig weiter. In den 1990er-Jahren kamen mobile Grossventilatoren hinzu. 2001 erhielt Vogt erstmals das ISO-9001-Zertifikat. Ab 2000 produzierte das Unternehmen zunehmend Sonderfahrzeuge für Flug- und Bahnbetriebe. Im Zuge der Nachfolgeregelung übernahm 2015 die Artum AG die Vogt AG.

## Produkte und Dienstleistungen

Tanklöschfahrzeug Logistik und Atemschutzfahrzeug

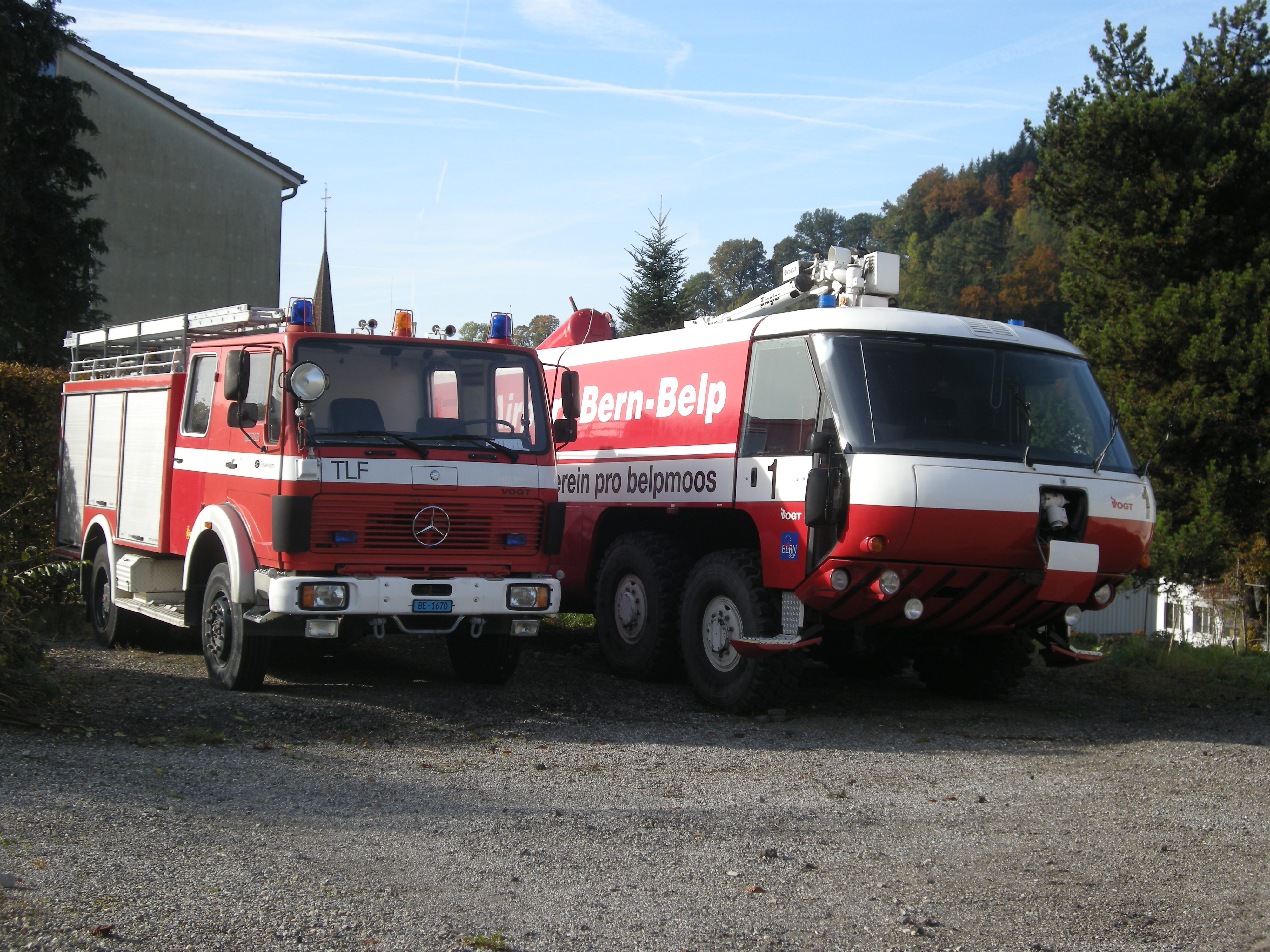
Tanklöschfahrzeug und Flughafen-Feuerwehrfahrzeug (ältere Modelle)

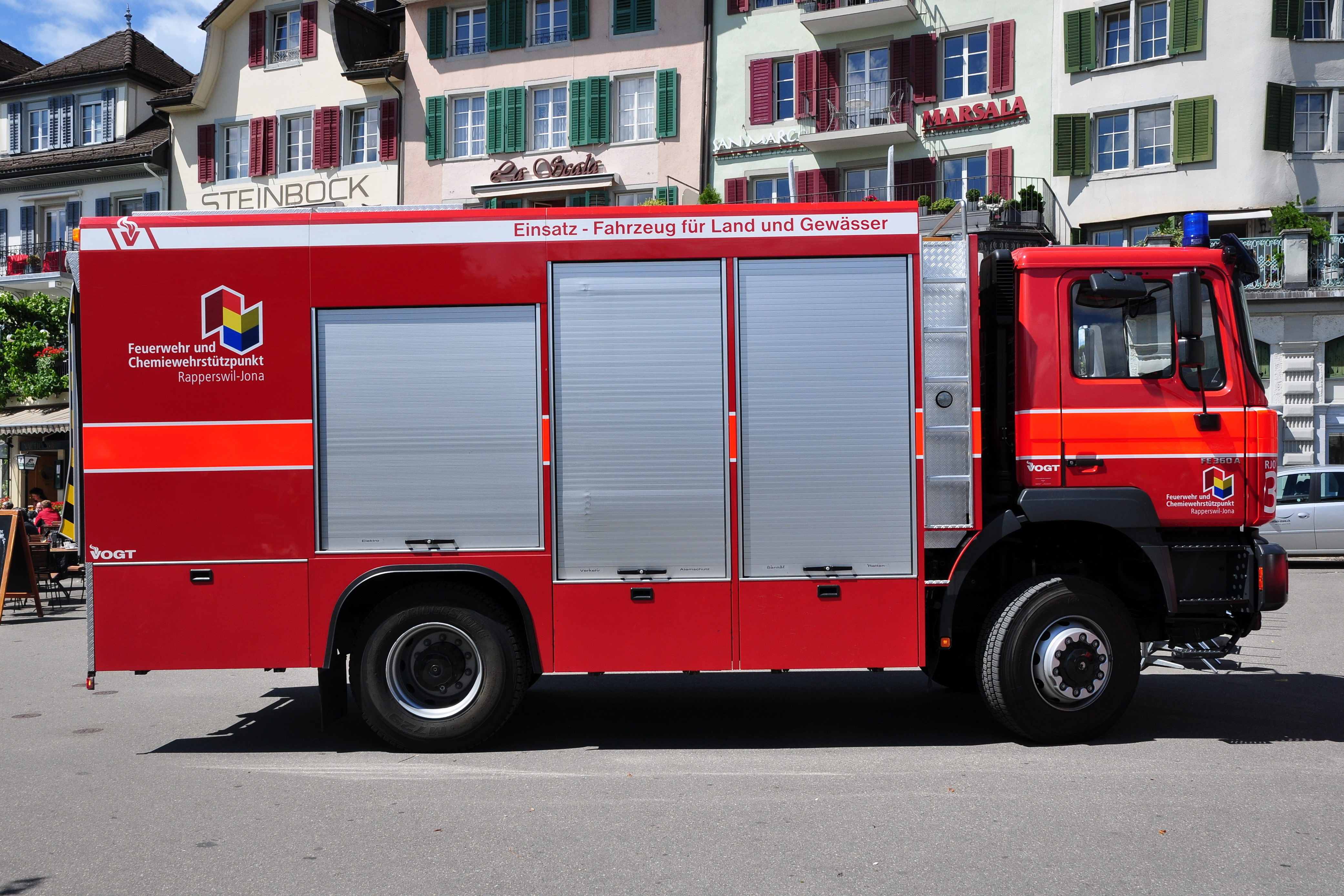
Vogt FE360A

### Fahrzeuge
- Tanklöschfahrzeuge
- Rüstwagen Pionierfahrzeuge
- Materialtransportfahrzeuge bis 7,5 t
- Atemschutzfahrzeuge
- Einsatzleiter- und Personentransportfahrzeuge
- Sonderfahrzeuge

### Lüfter
- Grosslüfter
- Kleinlüfter
- Zubehör
- Hochleistungslüfter

### Ausrüstung
- Rollcontainer
- Löschtechnik
- Umwelttechnik
- Beleuchtung
- Technische Hilfeleistung
- Wassertransport

### Dienstleistungen
- Kundendienst
- Schulung / Instruktionen
- Aufrüstungen